# Lara (Sängerin, 1979)
Fatma Nur Keskin (* 19. März 1979 in Kırıkkale), auch bekannt unter dem Künstlernamen Lara, ist eine türkische Popmusikerin.

## Karriere
In den 2000er Jahren machte sie vor allem mit Hits wie Katmer Katmer, Adam Gibi Adam oder Güvenmiyorum auf sich aufmerksam. Im Jahr 2004 gewann sie einen Kral Türkiye Müzik Award in der Kategorie Beste Newcomerin. Das zweite Album Adam Gibi Adam wurde mit über 100.000 Verkäufen durch die Mü-YAP mit Gold ausgezeichnet. Nach 2010 wurde es ruhiger um Lara. Im Jahr 2020 feierte sie mit dem Song Sanal Alem ein kleines Comeback.
Im Jahr 2021 musste die Sängerin aufgrund einer Infektion mit dem neuartigen Coronavirus, welcher zu einem Ausbruch von COVID-19 führte, im Krankenhaus behandelt werden, nachdem sich ihr gesundheitlicher Zustand verschlechterte.

## Diskografie

### Alben
- 2003: Işık
- 2005: Adam Gibi Adam (TR: Gold)[4]
- 2008: Yadigar

### EPs
- 2010: Yolla

### Singles
| - 2003: Allah Versin - 2005: Katmer Katmer - 2005: Adam Gibi Adam - 2005: Tövbekar - 2005: Tek Büyük Fener - 2008: Güvenmiyorum - 2008: İhanetin Bekçisi (Original: Nancy Ajram – Inta Eyh) - 2008: Candamarımsın (mit Vj Bülent) - 2010: Yolla - 2014: Maç Kaç Kaç (mit Mutlu Genç) - 2015: Bi Sana - 2017: İhaneti Giymişsin | - 2020: Sanal Alem - 2020: Mecburi Veda - 2022: Bi Dahaki Yaz - 2022: Seni Yazdım Kalbime - 2023: Son Sözüm - 2024: Sözlerim Sevenlere - 2024: Unutamadım - 2024: Seni Seviyorum - 2024: Beni Bul Anne - 2025: Oyuncak Gibi - 2025: Yadigar (mit Murat Güneş) |

### Gastauftritte
- 2004: Göstere Göstere Vur (von Burak Aziz – Hintergrundstimme)

## Auszeichnungen
- 2004: Kral Türkiye Müzik Award in der Kategorie Beste Newcomerin